# Campeonato Metropolitano de Basquetebol
Entre as épocas 1962-63 e 1973-74, os Campeões Nacionais eram determinados por um torneio entre os vencedores do Campeonato Metropolitano (representando Portugal) e os campeões das então colónias portuguesas de Moçambique e Angola, num estilo semelhante ao do Campeonato Nacional de Hóquei em Patins que coincidiu com algumas dessas épocas. No entanto, o primeiro destes torneios não se chegou a realizar devido a um protesto da equipa moçambicana Sporting de Lourenço Marques.

## Vencedores do Campeonato Metropolitano
| - 1962–63: Benfica - 1963–64: Benfica (2) - 1964–65: Benfica (3) - 1965–66: Benfica (4) - 1966–67: Académica de Coimbra - 1967–68: Ass. Desp. do Banco Pinto de Magalhães - 1968–69: Sporting - 1969–70: Benfica (5) - 1970–71: Sporting (2) - 1971–72: FC Porto - 1972–73: Benfica (6) - 1973–74: Benfica (7) |